# Vane vítr z hor
Vane vítr z hor (1934, Det blåser fra Dauingfjell) je román norského spisovatele Trygve Gulbranssena, druhá část trilogie o statkáři Dagu Björndalovi a jeho rodině. 

## Děj
Děj navazuje na první část trilogie Věčně zpívají lesy.
Je rok 1809 a slaví se svatba Adelheid a mladého Daga. Brzy se jim narodí dva synové. V letech 1810 a 1812 je neúroda, Dag se snaží dobře hospodařit, i když peníze ztrácejí svou cenu. Lidé si za papírové peníze od něho vykupují své zadlužené statky zpět, i když Dag ví, že tyto peníze jsou bez hodnoty. Chtěl by tak učinit i borglandský pán, ale nezdaří se mu to. Dag se raději snaží peníze ukládat do movitých statků. Nechá přivézt obilí přes moře – tato investice se mu finančně vrátí – ovšem je i známkou toho, jak je praktický a lidé z kraje na něho spoléhají. 
Rok 1814 je pro Björndalovu rodinu smutný – zemřou obě děti. Adelheid se ponoří do svého zármutku. Mladý Dag se jednou vydá do hor a dojde až k Volské hoře, severní hranici björndalského panství, o níž ví z povídačky Ane z Hamarrbö – a rozpozná v té chvíli, proč se jí říká též Umrlčí hora. Rozhodne se na ni vylézt, aby viděl jižní údolí života a severní stranu smrti, aby mohl čelit svému zármutku. Při sestupu se zraní, lidé ze statku ho najdou díky jeho psovi a odnesou do nedaleké chatrče. Do hor se sama vydá i Adelhaid, pes starého Daga ji dovede až do chatrče – bojí se o Dagův život, ošetřuje ho. Dag se nakonec uzdraví. Trochu se tím změní i jejich vztah: Dag v Adelheid viděl především krásnou ženu, nyní cítí i teplo a štěstí, které mu dává. 
Roku 1815 se Adelheidě narodí dvojčata Torgeir (Tore) a Dag. Toho roku zemře slečna Elisabeth z Borglandu – neopatrně zacházela se svící. Avšak obecně se tvrdí, že si ji pro její pýchu odnesl čert. Starý Dag pomůže jejímu otci, plukovníku von Gallovi, od dluhů. Mladý Dag má radost z chlapců, ale zároveň ho i tíží starost o ně, nechce se na ně tolik vázat, má strach, aby je neztratil, a utíká do lesů. Starý Dag ukáže Adelheid účetní knihy a řekne jí, že se má občas něco přiučit, aby po jeho smrti věděla, jak to na statku chodí. 
Starý Dag zajede do města za farářem Ramerem kvůli křtu dvojčat. Farář má strach, že mu též přichází vynadat za jeho pohřební řeč lensmanu, v níž zemřelého označil za hráče, alkoholika – zkrátka hříšníka, což se vyšším místům nelíbilo. Dag mu však jeho počínání schválí. Navíc mu dá rady ohledně jeho hospodářství a pomůže i finančně, neboť farář je ve finanční tísni. Farář mu ale předtím odvětí, zda tato jeho nabídka, jeho slova, činy a peníze, nejsou jen „odpustkem“ k získání Boží přízně – to by nabídku nepřijal. Dag to odmítne, avšak doma nad vším přemýšlí a je zmatený, tuší, že farář měl vlastně pravdu. Částečně mu pomůže Adelheid, když s ní může rozmlouvat a dá mu Bibli svého dědečka, který byl s biskupem, s jeho poznámkami. Daga zaujme pasáž o modlitbě. 
Děj pokračuje třetí částí trilogie Není jiné cesty.